# Umag Classic
L'Umag Classic, anterior camb el nom d'Umag Trophy és una competició ciclista d'un sol dia que es disputa als voltants d'Umag al Comtat d'Ístria (Croàcia). La primera edició es disputà el 2013 ja formant part del calendari de l'UCI Europa Tour.

## Palmarès
| Any  | Vencedor               | Segon           | Tercer            |
| ---- | ---------------------- | --------------- | ----------------- |
| 2013 | Aljaž Hočevar          | Oscar Landa     | Gernot Auer       |
| 2014 | Matej Mugerli          | Matija Kvasina  | Davide Mucelli    |
| 2015 | Marko Kump             | Maksim Averin   | Serguei Nikolàiev |
| 2016 | Jonas Bokeloh          | Mamir Staix     | Filippo Fortin    |
| 2017 | Rok Korošec            | Filippo Fortin  | Alex Frame        |
| 2018 | Krister Hagen          | Tom Baylis      | Dušan Rajović     |
| 2019 | Alois Kaňkovský        | Andrea Guardini | Olav Hjemsæter    |
| 2020 | Olav Kooij             | Marko Kump      | Niklas Märkl      |
| 2021 | Jakub Mareczko         | Filippo Fortin  | Tomáš Bárta       |
| 2022 | Daniel Auer            | Tomáš Bárta     | Dušan Rajović     |
| 2023 | Adam Ťoupalík          | Jan Christen    | Darren van Bekkum |
| 2024 | Matthew Brennan        | Noa Isidore     | Jakub Mareczko    |
| 2025 | Matthias Schwarzbacher | Filippo Fortin  | Tobiasz Pawlak    |